# Miroslav Šimůnek
Miroslav Šimůnek (* 5. dubna 1978 Jilemnice) je český herec, který se stal známým zejména hlavní rolí v Troškově pohádce Z pekla štěstí.

## Život
Na základní školu docházel do Jilemnice. Poté studoval Střední průmyslovou školu strojní ve Vrchlabí. V průběhu studií na střední škole hrál s ochotnickým spolkem v Jilemnici Honzu v lidové české pohádce Honza a princezna. Po maturitě pracoval rok jako obchodní zástupce pojišťovny. V roce 1997 složil úspěšně přijímací zkoušky na VOŠ hereckou a moderátorskou v Praze-Michli a začal studoval herectví.
Jeho přítelkyní byla Adéla Vartová, finalistka České Miss 2008.
Od roku 2020 je jeho přítelkyní Alice Tobiášová, manažerka. V roce 2024 se vzali.

## Filmografie
- 2022/2023
  - Dobré zprávy – Marián Tleskač, rosnička v předpovědi počasí
- 2020/2021
  - Sestřičky / Modrý kód
- 2012
  - Pohřešovaný (am. seriál Missing - 4. epizoda)
- 2010
  - Cesty domů
- 2009
  - Přešlapy
  - Případ nevěrné Kláry
- 2007
  - Svatba na bitevním poli aneb Hodiny před slávou
- 2006
  - Boží pole s. r. o.
  - Casino Royale
  - Good Murder
  - Hezké chvilky bez záruky
  - Tristan a Isolda
- 2005
  - Slečna Julie
  - Ulice
- 2004
  - Prsten krále řeky
  - Vražda kočky domácí
- 2002
  - Soused
- 2001
  - Svatá noc
  - Z pekla štěstí 2
- 2000
  - Početí mého mladšího bratra
  - Začátek světa
- 1999
  - Z pekla štěstí

## Rozhlas
- 2002 – Prosper Mérimée: Lokis, pro Český rozhlas (2002) zdramatizovala Martina Drijverová, přeložil Václav Cibula. Hrají: František Němec (prof. Wittenbach), Miroslav Šimůnek (jeho syn Theodor), Bronislav Poloczek (lékař), Boris Rösner (hrabě), Jaroslava Adamová (paní hraběnka), Radoslav Brzobohatý (ruský generál), Klára Sedláčková (neteř Julka, nevěsta), Viola Zinková (čarodějka), Valérie Zawadská (hraběnka matka), režie: Karel Weinlich.